# Antoni Torres
Pour les articles homonymes, voir Torres.
Antoni Torres García, né le 29 juillet 1943 à Balaguer (Catalogne, Espagne) et mort le 24 février 2003 à Barcelone, est un footballeur espagnol qui jouait au poste de défenseur. Il effectue l'essentiel de sa carrière au FC Barcelone.

## Carrière

### Joueur
Avec le FC Barcelone, Antoni Torres joue un total de 479 matchs et marque sept buts entre 1965 et 1976 au poste de libéro. Il figure parmi les vingt joueurs qui ont joué le plus de matchs dans l'histoire du Barça.
Avant de jouer au Barça, il commence sa carrière avec l'Hércules d'Alicante où il remporte le prix de meilleur défenseur du championnat 1964-1965.
Il porte le brassard de capitaine du Barça lors de la saison 1974-1975.
Antoni Torres met un terme à sa carrière de footballeur en 1976. Le 1er septembre 1976 a lieu au Camp Nou un match d'hommage à Torres, Salvador Sadurní et Joaquim Rifé entre le FC Barcelone et le Stade de Reims.
Le 8 mai 1999, il reçoit un hommage de la part du FC Barcelone et de l'UE Lleida avec d'autres joueurs nés dans la province de Lérida comme Josep Vila, Enrique Gensana, Enrique Ribelles, Josep Maria Fusté et José Aubach.

#### Équipe nationale
Entre 1968 et 1969, Antoni Torres joue cinq fois avec l'équipe d'Espagne.

### Entraîneur
Au terme de sa carrière de joueur, Antoni Torres devient entraîneur. Il dirige le FC Barcelone B lors de la saison 1978-1979. En avril 1979, il devient l'assistant de Joaquim Rifé qui entraîne l'équipe première. La saison s'achève par le titre en Coupe des Coupes.
Joaquim Rifé est limogé au milieu de la saison suivante et Torres retourne au Barça B pour la saison 1980-1981. Il y reste trois saisons.
En 1984, Antoni Torres fonde une académie de football baptisée TARR avec ses anciens coéquipiers du Barça Carles Rexach, Juan Manuel Asensi et Joaquim Rifé.

## Palmarès
- Vainqueur de la Coupe des villes de foires en 1966 avec le FC Barcelone
- Champion d'Espagne en 1974 avec le FC Barcelone
- Vainqueur de la Coupe d'Espagne en 1968 et 1971 avec le FC Barcelone